# Ford Galaxy
O Galaxy é uma minivan de porte médio-grande da Ford produzido em Portugal na fábrica da AutoEuropa, em Palmela.

## América do Sul
Não deve ser confundido com o Ford Galaxie, um automóvel de luxo da Ford produzido entre 1967 e 1983.
Durante a Autolatina, joint-venture entre Ford e Volkswagen, a Ford vendeu na Argentina o Versailles com o nome de Galaxy.

## Galeria
- Primeira geração (1995-2006)
- Segunda geração (2006-2015)
- Terceira geração (2015-presente)